# Латук постенный
Латук постенный, или лату́к стенно́й (лат. Lactuca muralis), или Мице́лис стенно́й (Mycélis muralis) — многолетнее травянистое растение, вид семейства Сложноцветные (Compositae). Ранее выделялся в монотипный род мицелис, либо включался некоторыми систематиками в род Цицербита (Cicerbita).

## Описание

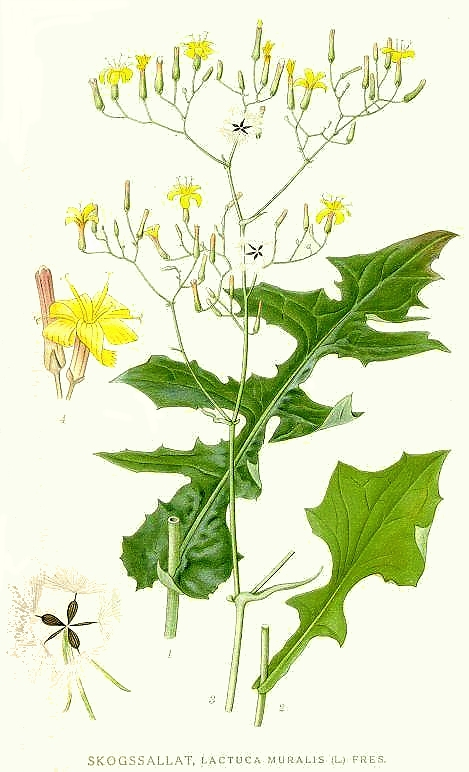

Многолетнее травянистое растение до 1 м высотой, богатое белым млечным соком. Стебель единственный, прямостоячий, облиственный, в верхней части сильно ветвящийся, голый, жёлто-зелёного цвета, часто с сиреневатыми прожилками. Листья жёлто-зелёные, часто с сиреневатым оттенком; нижние листья лировидно-лопастные, с тупой или заострённой верхушкой, треугольно-зубчатые, с сердцевидным основанием, на зубчатых черешках; верхние — прогрессивно уменьшающиеся в размере, сходные с нижними по форме, сидячие, в той или иной степени стеблеобъемлющие, самые верхние — иногда линейные и цельные.
Корзинки многочисленные, собранные в рыхлую верхушечную метёлку, цилиндрические, 12—15 мм в поперечнике. Обёртка двурядная, бледно-зелёная, часто с сиреневатым оттенком, внутренние листочки линейные до узколанцетных, внешние — треугольно-ланцетовидные. Цветки по пять в каждой корзинке, все — язычковые, язычки с пятью зубцами на конце.
Плоды — семянки 3,5—5 мм длиной, чёрно-коричневого цвета, обратноланцетовидные, ребристые, с белым двурядным хохолком.

## Распространение и значение
Широко распространённый в лесной зоне Европы вид, заходит также на Кавказ, в Малую Азию, в Северную Африку.

## Классификация

### Таксономия[2]
Lactuca muralis 	(L.) Gaertn., 1791, t. 158
Вид Латук постенный относится к роду Латук семейства Астровые (Asteraceae) порядка Астроцветные (Asterales). Кладограмма в соответствии с Системой APG IV по состоянию на июнь 2023 года:
|  |                                      |  |                                   |                                   |                    |  | ещё 10 семейств | ещё 10 семейств |                 |  |  |  | еще 122 подтвержденных вида и 90 в статусе неподтвержденных |
|  |                                      |  |                                   |                                   |                    |  | ещё 10 семейств | ещё 10 семейств |                 |  |  |  | еще 122 подтвержденных вида и 90 в статусе неподтвержденных |
|  |                                      |  |                                   | порядок Астроцветные              |                    |  |                 |                 | род Латук       |  |  |  |                                                             |
|  |                                      |  |                                   | порядок Астроцветные              |                    |  |                 |                 | род Латук       |  |  |  |                                                             |
|  | отдел Цветковые, или Покрытосеменные |  |                                   |                                   | семейство Астровые |  |                 |                 | Латук постенный |  |  |  |                                                             |
|  | отдел Цветковые, или Покрытосеменные |  |                                   |                                   | семейство Астровые |  |                 |                 |                 |  |  |  |                                                             |
|  |                                      |  | ещё 63 порядка цветковых растений | ещё 63 порядка цветковых растений |                    |  |                 | ещё 1787 родов  | ещё 1787 родов  |  |  |  |                                                             |
|  |                                      |  |                                   | ещё 63 порядка цветковых растений |                    |  |                 |                 | ещё 1787 родов  |  |  |  |                                                             |

### Синонимы
- Chondrilla erysimifolia  Poir.
- Chondrilla muralis  Lam.
- Chondrilla ruderalis  Gaertn. ex Steud.
- Cicerbita muralis  Wallr.
- Lactuca atlantica  Pomel
- Lactuca erysimifolia  DC.
- Lapsana erysimifolia  Thell.
- Mycelis angulosa  Cass.
- Mycelis muralis  Dumort.
- Mycelis muralis f. muralis
- Phaenixopus muralis  W.D.J.Koch
- Phaenopus muralis  (L.) Coss. & Germ.
- Prenanthes erysimifolia  Willd.
- Prenanthes muralis  L.
- Prenanthes parviflora  Gilib.